# Joseph Karo
Pour les articles homonymes, voir Karo.
Pour les articles ayant des titres homophones, voir Caro et Carro (homonymie).
Rabbi Yossef ben Ephraïm Karo (1488, Tolède (Couronne de Castille) - 1575, Safed (Empire ottoman)), également nommé Caro, Qaro ou Beth Yossef, est l'une des plus importantes autorités rabbiniques du judaïsme. Talmudiste, kabbaliste, législateur et codificateur, en rédigeant le Choulhan Aroukh, il devient le plus grand décideur halakhique du peuple juif.

## Biographie
Il naît à Tolède quatre ans avant le décret de l'Alhambra. Sa famille subit et fuit l'Inquisition, se réfugie au Portugal, puis en Égypte où décède son père, puis à Nicopolis, où Yossef Karo étudie auprès de son oncle.
En 1522, âgé de 34 ans, il entreprend l'œuvre de sa vie, le Beth Yossef, commentaire du Arbaa Tourim, où il analyse chaque loi, depuis son origine talmudique à sa conclusion halakhique. Il ne le terminera que 32 années plus tard. 
En 1538, il est ordonné Rabbin par le Grand Rabbin de Fès, Yaakov (Jacob) Berab, et nommé maître d'académie à Edirne, avant de monter en  Eretz Israël en 1539, plus précisément à Safed, haut lieu de la Kabbale en Terre sainte, où il devient le compagnon de Rav Isaac Louria, dit « Ari zal hakadosh », et du Rav Salomon Alkabetz (auteur du célèbre poème Lekha Dodi chanté en l'honneur du Chabbat).
Il meurt à Safed en 1575.

## Son Œuvre
Considéré comme la plus grande autorité halakhique après Maïmonide, sa notoriété lui vient principalement du Choulhan Aroukh, simplification du Beth Yossef, mais il a également produit le Klalé haTalmud, méthodologie du Talmud, Bedek habaït, supplément en même temps qu'amendement du Bet Yossef, Kessef Mishne, un commentaire du Mishné Torah de Maïmonide.
La postérité le connaîtra sous les noms de Maran Beth Yossef (« Notre Maître, l'auteur du Beth Yossef »), ou encore haMehaber (le « Compilateur »), car son œuvre compile toutes les œuvres halakhiques antérieures.

### Œuvres
- Beth Yossef, commentaire du Arbaa Tourim
- Choulhan Aroukh, compilation des décisions du Beth Yossef
- Kessef Mishne (Venise, 1574-5), commentaire du Mishne Tora
- Bedek habaït (Salonique, 1605), suppléments et corrections du Beth Yossef
- Klalé haTalmud (Salonique, 1598), méthodologie du Talmud
- Avkat Rokhel (Salonique, 1791), Responsa
- Maggid Mesharim (Lublin, 1646), suppléments (Venise, 1646)
- Derashot (Salonique, 1799), conférences, collection Oz Tzaddikim